# Alexander Krük
Alexander Krük   (Remscheid, 21 de gener de 1987) és un futbolista alemany retirat. Alexander Dercho, és el seu segon nom, adoptat de la seva dona el 2013. Va començar com a futbolista al SG Hackenberg.

## Jubilació
El 2017, Dercho va patir una lesió al cartílag i mai no es va recuperar del tot. Al final de la temporada 2018-19, va decidir retirar-se, després d'haver jugat només vuit partits la temporada.